# SETILive
SETILiveは市民科学プロジェクトのウェブプラットフォーム、ズーニバース上で運営されていたオンラインプロジェクト。リアルタイムで参加者を集め、地球外知的生命体を発見するためにリアルタイム観測された電波望遠鏡の信号をパターン認識によって解析していた。ライブ運用は2014年10月12日まで行われ、その後もアーカイブデータの解析が行われていた。

## プロジェクト
このプロジェクトは、天文学者のジル・ターターが2009年にTEDでのTED Prizeを受賞した際のアイデアをもとに2012年2月にスタートした。
SETILiveではアレン・テレスコープ・アレイで収集されたデータを用いて、一般のボランティアでも電波信号を探せるように視覚化して提供する。
プロジェクトでは、人為的な電波の混線が多いため従来は無視されてきた電波の周波数帯にフォーカスしている。ジル・ターターは、人の目によって、コンピューターを混乱させるような低いSN比のデータでも検出ができると期待している。
望遠鏡は、液体の水が存在する可能性が指摘されている（ハビタブルゾーン）既知の太陽系外惑星を持つ恒星周辺に向けられる。ウェブサイトではその宇宙の1から3の領域が表示される。そこで測定された電波のエネルギーが滝グラフで表示されるので、ユーザーは画面上に2つの点を指定して高エネルギーの信号を持つ領域を線で囲む。
そしてユーザーは信号を、「断続的」、「連続的」、「平行」に分類したあと、「不規則」、「広い」、「狭い」の3タイプに分類する。検出される信号の多くが、人為的な人工衛星によるものである。

## デコイ
SETILiveのチームは、意図的に偽検出とあらかじめ分かっているデータを混入させており、ユーザーがそのデータを分類し提出するとすぐにシミュレートされたETI信号を答え合わせとして表示するようになっている。
研究者チームが前もって正解を知っているデータをわざと混ぜておき、ボランティアによるそれらの分類の状況を見て分類の精度を見積もるという手法は、現在もズーニバースの多くのプロジェクトで採られている。

## 外部サイト
- 公式ウェブサイト